# Aublysodon
Aublysodon mirandus (Betyder "bakåtriktad tand") är ett möjligt släkte köttätande dinosaurier, tillhörande tyrannosauroiderna. Den var i så fall släkt med bland annat Albertosaurus och Tyrannosaurus. Aublysodon levde i USA (Colorado, New Mexico och Wyoming) för 80 - 70 milj. år sedan. Aublysodon baserades från början endast på en tand, som numera är försvunnen. Senare fossil, beskrivna som Aublysodon, kan tillhöra ett redan känt släkte med tyrannosaurider, Till exempel Gorgosaurus.
Aublysodon blev 4,5 meter lång från nos till svanstipp, och vägde något över 140 kilogram. Den var lik de flesta andra tyrannosaurider till det yttre, med små framben som hade två fingrar på varje hand. Skallens form påminde om dess släkting Alioramus.